# Nystactes
Nystactes är ett släkte i familjen trögfåglar inom ordningen hackspettartade fåglar. Släktet omfattar två arter som förekommer i Sydamerika:
- Sotkronad trögfågel (Nystactes noanamae)
- Fläckig trögfågel (Nystactes tamatia)

Släktet inkluderas ofta i Bucco.
Familjen trögfåglar placeras ofta tillsammans med jakamarerna (Galbulidae) i den egna ordningen Galbuliformes. Studier visar dock att de är relativt nära släkt med de hackspettartade fåglarna och inkluderas allt oftare i denna ordning.